# Максимчук, Виктор Емельянович
Виктор Емельянович Максимчук (1 августа 1956, Черновцы, Украинская ССР, СССР — февраль 1995) — советский футболист, выступавший на позиции полузащитника. Провёл более 400 официальных матчей, являлся одним из рекордсменов черновицкой «Буковины» по количеству проведенных игр.

## Биография
Футбольную карьеру начал в 1975 году в составе черновицкой «Буковины», цвета которой защищал до конца сезона 1982 года. В футболке черновицкого коллектива во второй союзной лиге сыграл более 250 матчей, в которых отличился 25 голами, также в сезоне 1980 и 1982 становился призёром чемпионата УССР.
В 1983 году перешел в состав могилевского «Днепра», который по итогам прошлого сезона в отличие от «Буковины» в стыковых матчах выиграл путевку в Первую лигу СССР. Дебютировал в футболке «днепрян» 12 апреля 1983 года в проигранном (1:3) выездном поединке 2-тура Первой лиги против никопольского «Колоса». Виктор вышел на поле на 70-й минуте, заменив Виктора Будника, а дебютным голом отличился 30 июля 1983 на 55-й минуте проигранного (1:8) выездного поединка 23-тура Первой лиги против краснодарской «Кубани». По завершении сезона 1984 вместе с командой стал серебряным призёром своей зоны (5 зона, второй лиги СССР), однако покинул клуб, всего в футболке «Днепра» в чемпионатах СССР сыграл 69 матчей (из них в первой лиге — 37) и отметился 6 голами.
В 1984 году вернулся в «Буковину», цвета которой защищал до 1987 года. В составе «буковинцев» сыграл 78 матчей и отметился восьмым голами во Второй лиге, а всего за «Буковину» провёл более 300 матчей. С 1987 по 1988 год работал тренером в ДЮСШ «Буковина». В 1991 и 1992/93 годах выступал в любительском коллективе «Лада» (Черновцы). Ушёл из жизни в феврале 1995 года.

## Достижения
- Победитель чемпионата УССР (1): 1982
- Серебряный призёр второй лиги СССР (2): 1980, 1984